# Román Reyes
Román Reyes (Madrid, 4 de febrero de 1987) es un actor, director de cine y creador audiovisual español. Activista para la prevención del suicidio.

## Biografía
Hijo del filósofo y sociólogo del mismo nombre, Catedrático de la Universidad Complutense de Madrid, Román Reyes (jr) nació un 4 de febrero de 1987 en Madrid.
Siempre atraído por el arte, de pequeño ya ganó varios concursos de dibujo, pintura e incluso alguno de escultura. Sintió atracción por el mundo interpretativo desde joven, pero fue más tarde cuando realmente descubrió su vocación y la posibilidad de dedicarse a algo que le apasiona. Respecto a la televisión, empezó a conocer el medio desde abajo, a través de figuraciones en numerosas series de ámbito nacional. Pero no fue hasta el año 2008 cuando consiguió dar el salto, con la serie de ficción de emisión diaria HKM emitida en la cadena española Cuatro tv y producida por Notro Films, donde debutó con su primer papel fijo.
En 2011 crea e impulsa un proyecto para la creación audiovisual que se acaba consolidando en la marca HYPNOS films. 
En 2012 crea su primer cortometraje experimental en el que participa -por primera vez- como director, el mismo año que consigue su primera aparición en el cine con el largometraje "Caleidoscopio" de Rafael Alcázar.
En 2013 gana el galardón a Mejor actor en la XI edición de Notodofilmfest por su cortometraje A rastras. Premio concedido por el jurado compuesto por los directores Rodrigo Cortés, Javier Fesser, Alberto Rodríguez, Mariano Barroso, Mateo Gil y Claudia Llosa, el actor Ernesto Alterio, y apoyado por el Estudio Internacional del Actor Juan Carlos Corazza.
En 2014 gana sus primeros galardones como director: Crystal Wings, Mejor videoarte en Festival de cine de Castilla-La Mancha FECICAM (España); mención de honor por Caracol en Filminute. Además recibe un nuevo premio a Mejor Actor por su interpretación en A rastras dentro del festival Santa Cruz Cine y Red. Ese mismo año consolida sus inicios como actor de largometraje interpretando a Ángel López Carrillo en Lasa y Zabala (presente en sección oficial del Festival de San Sebastián) del ganador de un premio Goya (Mejor dirección novel por Frío sol de invierno en 2004) Pablo Malo, y a Joan en Los amigos raros del director canario Roberto Pérez Toledo.
En 2015 interpreta a Bobby en la obra teatral San Bernardo, escrita y dirigida por Indalecio Corugedo y estrenada en el XXXII Festival Internacional de Teatro de Málaga.
En 2016 destaca su participación con personaje principal en el cortometraje “Los invitados siempre vuelven” (2017) escrita y dirigida por “Diego Sabanés” compartiendo reparto junto a Alejandra Lorente (Aquel no era yo -corto candidato a los premios Óscar-, Seis Hermanas, Gran Hotel…) y Nicolás Gaude (Pulsaciones, Amar es para siempre…).
En 2017 sobresale su participación en proyectos personales donde también actúa como “Terompo” u “Oye siri” junto a trabajos externos como “Maricas” (piloto de TV dirigido por Abril Zamora) o su personaje principal en “Las copa” (dirigido por Héctor Herce).
En 2018 es nominado doblemente a MEJOR ACTOR en FIBABC por “Oye Siri” y el mencionado “Los invitados siempre vuelven“, vuelve al teatro con “Malta”, firma sus cortos “Clau“, “SD” y “Terompo” actuando en todos ellos.
En 2019 rueda su primer largometraje en inglés “Ron Hopper’s Misfortune” interpretando a Jamie y actúa en Teatro Lara (Madrid) con “Donde Mueren Las Palabras“. Recibe el galardón de Mejor actor por su cortometraje “Médium” en Rueda con Rueda 2019.
A finales de 2019 y, a raíz de la trágica pérdida de su madre, impulsa la plataforma "Stop suicidios" desde la que reclaman medidas para la prevención del suicidio en España. Tras numerosas apariciones en televisión se marca un hito histórico hablando por primera vez del suicidio y su prevención en el programa de prime time "Todo es verdad" conducido por Risto Mejide en Cuatro TV. También logra reunirse con el entonces ministro de Sanidad Salvador Illa exigiéndole las medidas que recoge en su petición con más de 430.000 firmas en 2023. Toda esta actividad y tras dos manifestaciones fue parte fundamental para conseguir el primer teléfono de atención y prevención suicida 024, implantado el 10 de Mayo de 2022 y anunciado tras la segunda manifestación consecutiva convocada por la plataforma Stop suicidios.
Actualmente compagina su trabajo como actor y formación interpretativa continua junto con una intensa creación audiovisual.

## Filmografía

### Cine
| Año  | Nombre                   | Director                   | Personaje                     |
| ---- | ------------------------ | -------------------------- | ----------------------------- |
| 2019 | Ron Hopper’s Misfortune  | Jaime Falero               | Jamie                         |
| 2018 | Capitán Carver           | Evgeny Yablokov            | Román                         |
| 2016 | Las mujeres de Cervantes | Rafael Alcázar             | Cardenio, Juez (2 personajes) |
| 2016 | Como la espuma           | Roberto Pérez Toledo       | Fiestero (Cameo)              |
| 2014 | Re-evolution             | David Sousa, Frederic Tort | Guarda jurado                 |
| 2014 | Lasa y Zabala            | Pablo Malo                 | Ángel López Carrillo          |
| 2014 | Los amigos raros         | Roberto Pérez Toledo       | Joan                          |
| 2012 | Caleidoscopio            | Rafael Alcázar             | Policía                       |

### Televisión
| Año  | Serie                                                                    | Cadena           | Personaje                     |
| ---- | ------------------------------------------------------------------------ | ---------------- | ----------------------------- |
| 2021 | “Servir y proteger”                                                      | TVE 1            | Gabi                          |
| 2021 | “Heridas”                                                                | Antena 3         | Policía nacional (episódico)  |
| 2018 | "Centro Médico", Zebra prod                                              | TVE 1            | Carlos García (episódico)     |
| 2017 | “El día de mañana”, * teaser – Movistar+, Dirigido por Enrique Torralbo. | Teaser movistar+ | Mateo Moreno                  |
| 2017 | “Maricas”, (capítulo piloto), Dirigido por Abril Zamora.                 | Por determinar   | Dani                          |
| 2014 | Ciega a citas                                                            | Cuatro tv        | Chico cita (episódico cap. 9) |
| 2009 | HKM, Hablan Kantan Mienten                                               | Cuatro tv        | Bruno                         |
| 2008 | HKM, Hablan Kantan Mienten                                               | Cuatro tv        | Bruno                         |

### Cortometraje
- 2023 "Simón" dir: L.S. David.
- 2023 "Fixer" dir: Sergio Zaurín.
- 2021 "El autor" dir: Nacho Bárcena.
- 2020 "Donde terminan las cosas" dir: Gabriel Pout.
- 2020 "58" dir: Román Reyes.
- 2020 "La Quadrature" dir: David Ramiro Rueda.
- 2019 "Médium" dir: Román Reyes.
- 2019 "13" dir: Román Reyes.
- 2019 "Borborigmo" dir: Álvaro Núñez.
- 2019 "Lo que nos divertía" dir: Adrian Valle.
- 2019 "Faces" dir: Ivan Sáinz-Pardo.
- 2019 "Somos de donde quisimos" dir: Román Reyes.
- 2019 "Paralelos" dir: David Hebrero.
- 2018 "Clau" dir: Román Reyes.
- 2018 "Analógica" dir: Sergio Zaurin.
- 2018 "#Lacena" dir: Raúl Fernández.
- 2018 "Terompo" dir: Román Reyes.
- 2018 "Los del sol quieto" dir: Román Reyes.
- 2018 "Diagonales" dir: Román Reyes.
- 2018 "Sí, quiero" dir: Román Reyes.
- 2018 "sd" dir: Román Reyes.
- 2018 "Kaan Kun" dir: David Orea.
- 2018 "El Jardín de vero" (sólo fotografías) dir: Miguel Parra.
- 2017 "Alicia" dir: Alba Pino.
- 2017 "No odies al jugador" dir: Héctor Herce.
- 2017 "Oye Siri" dir: Román Reyes.
- 2017 "Puro" dir: Fernando González Gómez, Yerko Espinoza.
- 2017 "Los invitados siempre vuelven" dir: Diego Sabanés.
- 2016 "Las copa" dir: Héctor Herce.
- 2016 "Treinta" dir: Juanmi Diez.
- 2016 "Moni" dir: Alberto Gallego Ortiz.
- 2016 "Plato Frío" dir: David Cervera.
- 2016 "Ética" dir: Román Reyes. (Interpretando 4 personajes)
- 2015 "Semeak" dir: Iker Azkoitia.
- 2015 "Australia" dir: Román Reyes.
- 2014 "Copygram" dir: Iker Azkoitia y Verónica Vieites, (fotografías y vídeo).
- 2014 "Entre aguas del leteo" dir. Laura Casla Saravia y Natalia Castaño Fraga.
- 2014 "Criaturas de la tierra" dir. Juan Rubio.
- 2014 "Caracol" dir. Román Reyes.
- 2014 "Tal como eres" dir. Román Reyes.
- 2014 "Luciérnagas" dir. Román Reyes.
- 2014 "Fetiche" dir. Ángel Pazos & Pilar Onares.
- 2014 "VdeVíctima" dir. Jose Luis Ferrer.
- 2014 "Sólo hay un paso" dir. David Ramiro Rueda, Sergio Lardiez, Román Reyes.
- 2014 "Mi vida es el cine" dir. Bogdan Toma & Fernando Cayo.
- 2014 "Sinestesia" dir. Román Reyes.
- 2013 "Semental" dir. Juanan Villegas.
- 2013 "Mejor que sea un cortado" dir. Román Reyes & María Grazia Dolci.
- 2013 "2x0" dir. Román Reyes & Marta Flich.
- 2013 "El Contestador" dir. Román Reyes.
- 2013 "Quiéreme más" dir. Juanmi Díez.
- 2013 "Crystal Wings'" dir. Román Reyes.
- 2013 "Esto no está bien" dir. Juanan Villegas.
- 2013 "A rastras" dir. Román Reyes. *MEJOR ACTOR Notodofilmfest XI edición
- 2012 "Piedras" dir. Román Reyes.
- 2012 "SHC" dir. Román Reyes.
- 2012 "@Hazlaputacena" dir. Gonzalo Cabezas, Andrea Compton, Román Reyes.
- 2012 "Violetta Blanca" dir. Román Reyes.
- 2012 "Propios" dir. Román Reyes.
- 2011 "Familia" dir. Laura Muro Javaloyes.
- 2011 "Juanjo" dir. Laura Muro, Julia Rebato, Román Reyes.
- 2011 "Consolidación" dir. Laura Muro Javaloyes.
- 2011 "Desayuno para tres" dir. Laura Muro Javaloyes.
- 2010 "Vae Victus" dir. Laura Muro Javaloyes.
- 2010 "Alma" dir. Jesús Francisco Campaña.

### Como director
| Año  | Título                                          | Tipo                        | Notas |
| ---- | ----------------------------------------------- | --------------------------- | --- |
| 2023 | A+A                                             | Cortometraje / fashion film | Dirección, guion, dop |
| 2022 | Soyla: La Caída                                 | Videoclip                   | Dirección, guion |
| 2021 | Israel del amo: La Tierra (Donde nunca vi)      | Videoclip                   | Dirección, guion |
| 2021 | Blas Cantó ft. Echosmith: Americana             | Videoclip                   | Dirección, guion |
| 2021 | Israel del amo: Venus (Murallas)                | Videoclip                   | Dirección, guion |
| 2020 | Maria Isabel (Maria Isabel López): Me enseñaste | Videoclip                   | Dirección, guion |
| 2020 | Ahizpa                                          | Cortometraje                | Dirección, guion |
| 2020 | Nhoa                                            | Cortometraje - video danza  | Dirección, guion |
| 2020 | Desde mi silla                                  | Cortometraje                | Dirección, guion, dop |
| 2020 | Con las manos                                   | Cortometraje                | Dirección, guion, dop |
| 2020 | 58                                              | Cortometraje                | Dirección, guion, actor |
| 2020 | Bianca                                          | Cortometraje                | Dirección, guion, dop |
| 2020 | Andrea Dawson: Tu rollo                         | Videoclip                   | Dirección, guion |
| 2019 | Merino: Dilemas en la oscuridad                 | Videoclip                   | Dirección, guion |
| 2019 | Médium                                          | Cortometraje                | Dirección, guion, actor |
| 2019 | 13                                              | Cortometraje                | Dirección, guion, actor |
| 2019 | Ave Paraíso                                     | Cortometraje                | Dirección, guion, dop |
| 2019 | Build me                                        | Cortometraje                | Dirección, guion, dop |
| 2019 | Sino                                            | Cortometraje                | Dirección, guion, dop |
| 2019 | VTC                                             | Cortometraje                | Dirección, guion, dop |
| 2019 | Somos de donde quisimos                         | Cortometraje                | Dirección, guion, actor |
| 2019 | Ramata                                          | Cortometraje                | Dirección, guion, dop |
| 2019 | Guardiana                                       | Cortometraje                | Dirección, guion, dop |
| 2018 | Terompo                                         | Cortometraje                | Dirección, guion |
| 2018 | Ángeles de Nadie                                | Cortometraje                | Dirección, guion, dop |
| 2018 | Clau                                            | Cortometraje                | Dirección, guion, actor |
| 2018 | Burbuja                                         | Cortometraje                | Dirección, guion |
| 2018 | Los del sol quieto                              | Cortometraje                | Dirección, guion, actor |
| 2018 | Diagonales                                      | Cortometraje                | Dirección, guion, actor |
| 2018 | Marimacho                                       | Cortometraje                | Best Student Fashion Film at London Fashion Film Festival & Best young director Sarajevo Fashion Film Festival // Dirección, guion |
| 2018 | Para                                            | Cortometraje                | Dirección, guion |
| 2018 | Sí, quiero                                      | Cortometraje                | Dirección, guion, actor |
| 2018 | sd                                              | Cortometraje                | Dirección, guion, actor |
| 2017 | Oye siri                                        | Cortometraje                | Dirección, actor |
| 2016 | Pequeños                                        | Cortometraje                | Mención especial del jurado en Baja CineFest (México) // Dirección, guion...                                                       |
| 2016 | Ética                                           | Cortometraje                | Dirección, guion, interpretando 4 personajes...                                                                                    |
| 2015 | Casa                                            | Cortometraje                | Dirección, guion, cámara... |
| 2015 | Australia                                       | Cortometraje                | Dirección, guion a partir de obra teatral "San Bernardo" de Indalecio Corugedo...                                                  |
| 2014 | Caracol                                         | Cortometraje                | Mención especial del jurado en Filminute 2014                                                                                      |
| 2014 | Tal como eres                                   | Cortometraje                | Dirección, guion... |
| 2014 | Luciérnagas                                     | Cortometraje                | Dirección, guion... |
| 2014 | Sólo hay un paso                                | Cortometraje                | Codirección, coguionista... |
| 2014 | Sinestesia                                      | Videoarte                   | Dirección, guion... |
| 2013 | Molinillos                                      | Cortometraje                | Dirección, guion... |
| 2013 | Mejor que sea un cortado                        | Cortometraje                | Codirección + actor principal |
| 2013 | 2x0                                             | Cortometraje                | Codirección + actor principal |
| 2013 | El contestador                                  | Cortometraje                | Dirección, actor principal |
| 2013 | Crystal Wings                                   | Cortometraje                | MEJOR VIDEOARTE en FECICAM 5ª edición                                                                                              |
| 2013 | A rastras                                       | Cortometraje                | Finalista XI edición Notodofilmfest + galardonado MEJOR ACTOR                                                                      |
| 2012 | La belleza y yo                                 | Cortometraje                | Dirección, Guion |
| 2012 | Piedras                                         | Cortometraje                | Dirección, guion, actor |
| 2012 | Propios                                         | Cortometraje                | Dirección, guion, actor |

## Teatro
| Año       | Obra                                                                                          | Director              | Personaje          |
| --------- | --------------------------------------------------------------------------------------------- | --------------------- | ------------------ |
| 2019      | Donde mueren las palabras (Teatro Lara)                                                       | Ángel Caballero       | Carlos (principal) |
| 2018      | Malta (microteatro por dinero Madrid)                                                         | David Orea            | Juanjo (principal) |
| 2014-2015 | San Bernardo (Estrenada en el XXXII Festival Internacional de Teatro de Málaga)               | Indalecio Corugedo    | Bobby (principal)  |
| 2015      | Qué movida “La historia de un hetero infiltrado" (Teatro Compac Gran Vía Madrid)              | Nicolás Martinelli    | Hetero infiltrado  |
| 2011      | Muerte de un viajante (de Arthur Miller)                                                      | Juan Antonio Quintana | Biff (principal)   |
| 2011      | Esperando a Godot “En el congreso de los diputados” (Adaptación de la obra de Samuel Beckett) | Julia Rebato          | Secretario         |
| 2011      | Amores improvables                                                                            | Josep Linuesa         | Varios             |
| 2010      | Festival Villa de Carrizo                                                                     | Jesús Prieto          | Varios             |

### Como director
Desde 2013 a 2015 realiza labores como director de escena en la obra teatral Píntame (texto y codirección de David Ramiro Rueda que tridirije junto al director artístico Sergio Lardiez).

## Premios y nominaciones

### Como actor
Cuarentena film festival
| Año  | Categoría   | Película | Resultado |
| ---- | ----------- | -------- | --------- |
| 2020 | Mejor actor | 58       | Nominado  |

Rueda con Rueda
| Año  | Categoría   | Película | Resultado |
| ---- | ----------- | -------- | --------- |
| 2019 | Mejor actor | Médium   | Ganador   |

fibabc
| Año  | Categoría   | Película                      | Resultado |
| ---- | ----------- | ----------------------------- | --------- |
| 2020 | Mejor actor | 58                            | Nominado  |
| 2018 | Mejor actor | Los invitados siempre vuelven | Nominado  |
| 2018 | Mejor actor | Oye, Siri                     | Nominado  |

Notodofilmfest XI edición
| Año  | Categoría   | Película  | Resultado |
| ---- | ----------- | --------- | --------- |
| 2013 | Mejor actor | A rastras | Ganador   |

Santa Cruz Cine y Red II edición
| Año  | Categoría   | Película  | Resultado |
| ---- | ----------- | --------- | --------- |
| 2014 | Mejor actor | A rastras | Ganador   |

### Como director
Barcelona fashion film festival
| Año  | Categoría              | Película | Resultado |
| ---- | ---------------------- | -------- | --------- |
| 2020 | Best Idea – new talent | Build me | Ganador   |

Sarajevo fashion film festival
| Año  | Categoría           | Película | Resultado |
| ---- | ------------------- | -------- | --------- |
| 2018 | Best young director | Tomboy   | Ganador   |

London fashion film festival
| Año  | Categoría                 | Película | Resultado |
| ---- | ------------------------- | -------- | --------- |
| 2018 | Best student fashion film | Tomboy   | Ganador   |

I Baja CineFest (México)
| Año  | Categoría       | Película | Resultado                   |
| ---- | --------------- | -------- | --------------------------- |
| 2016 | I Baja CineFest | Pequeños | Mención especial del jurado |

FECICAM V edición
| Año  | Categoría       | Película      | Resultado |
| ---- | --------------- | ------------- | --------- |
| 2014 | Mejor videoarte | Crystal Wings | Ganador   |

Filminute, the international one-minute film festival 2014
| Año  | Categoría        | Película | Resultado                   |
| ---- | ---------------- | -------- | --------------------------- |
| 2014 | Filminute awards | Caracol  | Mención especial del jurado |